# Cmentarz rzymskokatolicki w Barcicach (powiat wyszkowski)
Cmentarz rzymskokatolicki w Barcicach lut też cmentarz przykościelny w Barcicach – cmentarz rzymskokatolicki znajdujący się we wsi Barcice w gminie Somianka, w powiecie wyszkowskim, w województwie mazowieckim.

## Historia
Cmentarz został założony w 2. poł. XVIII wieku. W 1986 został wpisany do rejestru zabytków. Osobno do rejestru zabytków został wpisany również nagrobek Wiktora Deplewskiego z 1910 roku.
Na cmentarzu znajduje się także wspólny grób rozstrzelanych przez hitlerowców we wrześniu 1944 roku mieszkańców Barcic, którzy udzielali pomocy partyzantom w trakcie okupacji niemieckiej. 